# Ngân Nghĩa Lâm
Ngân Nghĩa Lâm (phồn thể: 鄞義林; giản thể: 鄞义林; bính âm: Yín Yìlín; tiếng Anh: Roy Ngerng Yi Ling; sinh ngày 9 tháng 5 năm 1981), được biết đến như là Roy Ngerng, là một nhà hoạt động và blogger người Singapore gốc Đài Loan. Ngerng chuyển đến Đài Loan vào cuối năm 2016.
Ngerng bắt đầu blog xã hội chính trị của mình, The Heart Truths, vào năm 2012. Ông đã bị buộc tội vào tháng 10 năm 2014 khi nói xấu Lee Hsien Loong, Thủ tướng Singapore, trong một bài đăng trên blog. Ngerng cũng được ghi nhận cho các cuộc biểu tình của ông tại Hong Lim Park vận động chống lại Quỹ tiết kiệm trung tâm của Singapore. Kết quả của những sự kiện xung quanh ông, Ngerng đã được Yahoo Singapore xếp hạng là nhà báo hàng đầu Singapore năm 2014.

## Đời tư
Ngerng theo học tại trường tiểu học Hồng Đào không còn tồn tại trong một vài năm sau đó chuyển đến trường tiểu học Ang Mo Kio. Sau đó, ông học tại trường trung học Mayflower và sau đó là Serangoon Junior College trước khi đến Đại học Quốc gia Singapore để học chuyên ngành xã hội học. Trong những năm học đại học và đại học, ông đã xuất sắc và đạt điểm cao nhất về văn học, Địa lý và nghệ thuật Anh.  Ông cũng nằm trong danh sách trưởng khoa của trường đại học trong một học kỳ.
Lớn lên trong một gia đình có năm người, Ngerng có một chị gái và một em gái. Cha ông là một đầu bếp bán rong. Trong thời gian đầu đời, Ngerng và gia đình sống ở Ang Mo Kio và sau đó chuyển đến Sembawang.
Ngerng là người đồng tính, như đã nêu trong blog cá nhân của ông, My Right To Love, vào năm 2011. Ông đã viết về các chủ đề liên quan đến cộng đồng LGBT, chẳng hạn như tai ương và AIDS.
Gia đình của Ngerng từ lâu đã chấp nhận đồng tính luyến ái của ông mặc dù họ không phản ứng tích cực khi lần đầu tiên tiết lộ về xu hướng tình dục của ông nhiều thập kỷ trước; Mẹ ông ban đầu đã khóc và vài năm không chịu thừa nhận đồng tính luyến ái của mình.